# Nikola Vlašić
Nikola Vlašić (ur. 4 października 1997 w Splicie) – chorwacki piłkarz, występujący na pozycji pomocnika we włoskim klubie Torino FC oraz w reprezentacji Chorwacji. Wychowanek Hajduka Split, w trakcie swojej kariery grał także w takich zespołach jak Everton oraz CSKA Moskwa. Jego siostra, Blanka, jest multimedalistką igrzysk olimpijskich oraz mistrzostw świata w skoku wzwyż.